# 칼로니 FC
칼로니 FC(그리스어: Π.Α.Ε. Αθλητική Ένωση Λεκανοπεδίου Καλλονής)는 레스보스 섬의 칼로니(Kalloni)를 연고로 하는 그리스의 축구 클럽이다. 현재는 그리스의 2부 축구 리그인 풋볼 리그에 참가하고 있다.

## 역대 감독
| 감독             | 임기        |
| ---------------- | ----------- |
| 루시아누 드 수자 | 2011 ~ 2012 |